# Glaucocharis ochronella
Glaucocharis ochronella là một loài bướm đêm trong họ Crambidae.